# Andrij Kruhlak
Andrij Ołeksandrowycz Kruhlak, ukr. Андрій Олександрович Кругляк (ur. 22 kwietnia 1986 w Kijowie) – ukraiński piłkarz, grający na pozycji napastnika.

## Kariera piłkarska

### Kariera klubowa
Wychowanek Szkoły Piłkarskiej Dynama Kijów. Karierę piłkarską rozpoczął 15 marca 2003 w drugiej drużynie Dynama. 3 kwietnia 2005 debiutował w podstawowej jedenastce Dynama w Wyższej lidze. Zimą 2006 został wypożyczony do Metałurha Zaporoże. W marcu 2007 ponownie został wypożyczony do łotewskiego Liepājas Metalurgs. Na początku marca 2008 został wypożyczony, tym razem do Arsenału Kijów. Od sierpnia 2009 występował na wypożyczeniu w klubie Dnister Owidiopol. Latem 2010 jako wolny agent podpisał kontrakt z Nywą Winnica.

### Kariera reprezentacyjna
W latach 2002–2005 występował w juniorskich reprezentacjach Ukrainy.

## Sukcesy i odznaczenia

### Sukcesy klubowe
- wicemistrz Ukrainy: 2005
- wicemistrz Łotwy: 2007
- mistrz Baltic League: 2007